# Tantal(V)-ethoxid
Tantal(V)-ethoxid ist eine chemische Verbindung aus der Gruppe der Tantalverbindungen und Alkoholate.

## Gewinnung und Darstellung
Tantal(V)-ethoxid kann durch Reaktion von Tantalpentachlorid und Ethanol in Lösungsmitteln wie Benzol oder Toluol gewonnen werden.

## Eigenschaften
Tantal(V)-ethoxid ist eine Verbindung mit einem Schmelzpunkt bei 21 °C. Oberhalb dieser Temperatur liegt eine entzündliche farblose Flüssigkeit mit süßlichem Geruch vor. Unterhalb des Schmelzpunktes bildet die Verbindung einen farblosen Feststoff. Im Festkörper liegen sechsfach koordinierte Dimere in Forme eines Doppeloktaeders vor. In Lösungsmitteln mit Donoreigenschaften wird ein Monomer gebildet, wobei die sechste Koordinationsstelle durch ein Lösungsmittelmolekül besetzt ist. In Wasser löst sich Tantal(V)-ethoxid unter Hydrolyse.

## Verwendung
Tantal(V)-ethoxid wird hauptsächlich zur Herstellung von Oxid-Dünnschichten für elektronische, optische und optoelektronische Bauteile verwendet.

## Sicherheitshinweise
Die Dämpfe von Tantal(V)-ethoxid können mit Luft ein explosionsfähiges Gemisch (Flammpunkt 29 °C) bilden.